# The Token
The Token, ab 1838 The Token and Atlantic Souvenir, war ein literarischer Almanach, der jährlich zwischen 1828 und 1842 in Boston erschien. Für die amerikanische Literaturgeschichte ist er von Bedeutung, da in ihm zahlreiche der Kurzgeschichten Nathaniel Hawthornes erschienen.

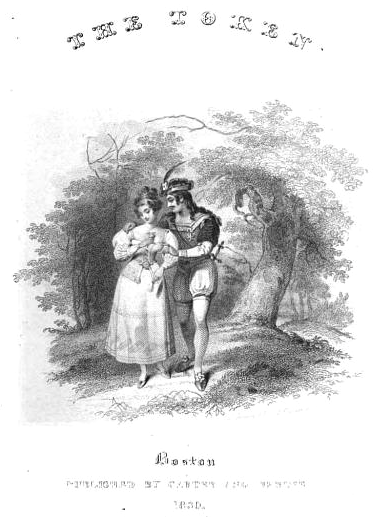
Illustration aus dem Token für das Jahr 1830

## Inhalt
The Token wurde 1828 von Samuel Griswold Goodrich ins Leben gerufen, der zunächst sowohl als Herausgeber als auch als Verleger fungierte. Mit Ausnahme des zweiten Bandes (also des Jahrbuchs 1829), für den Nathaniel Parker Willis verantwortlich zeichnete, gab Goodrich sämtliche Bände bis zum Ende des Token 1842 heraus.
Der Token war eines von zahlreichen „Geschenkbüchern“ (gift book oder keepsake), die zu dieser Zeit populär wurden und zu Weihnachten, Neujahr oder zum Geburtstag verschenkt wurden. Sie entstanden nach dem Vorbild der europäischen Musen-Almanache, waren aber vor allem, wenn nicht ausschließlich an ein weibliches Publikum gerichtet. Sie sollten mindestens ebenso dekorativ wie erbaulich sein und verbanden so Gedichte, Essays und Erzählungen mit zumeist sehr lieblich-sentimentalen Illustrationen. Der Token stach unter der Vielzahl derartiger Publikationen durch die hohe literarische Qualität seiner Texte hervor, neben Hawthorne veröffentlichten hier unter anderem Henry Wadsworth Longfellow und Catharine Maria Sedgwick. 1832 fusionierte der Token mit The Atlantic Souvenir, einem seiner Hauptkonkurrenten, und trug ab 1838 den Titel The Token and Atlantic Souvenir. Besonders die späteren Jahrgänge wurden oftmals von Raubdruckern aufgelegt, so dass sich etwa für den 1838er Jahrgang mindestens zehn verschiedene Ausgaben unterscheiden lassen.

### Jahrgänge
Soweit vorhanden, sind Digitalisate des Internet Archive verlinkt:
- 1828: The Token.  A Christmas and New Year’s Present. S. G. Goodrich, Boston 1827.
- 1829: The Token. A Christmas and New Year’s Present. S. G. Goodrich, Boston 1828.
- 1830: The Token, a Christmas and New Year’s Present. Carter & Hendee, Boston 1829.
- 1831: The Token; A Christmas and New Year’s Present. Gray & Bowen, Boston 1830.
- 1832: The Token. A Christmas and New Year’s Present. Gray & Bowen, Boston 1831.
- 1833: The Token. A Christmas and New Year’s Present. Gray & Bowen, Boston 1832.
- 1834: The Token. A Christmas and New Year’s Present. Charles Bowen, Boston 1833.
- 1835: The Token. A Christmas and New Year’s Present. Charles Bowen, Boston 1834.
- 1836: The Token. A Christmas and New Year’s Present. Charles Bowen, Boston 1835.
- 1837: The Token. A Christmas and New Year’s Present.  Charles Bowen, Boston 1837.
- 1838: The Token, and Atlantic Souvenir, a Christmas and New Year’s Present. American Stationers' Co., Boston 1837.
- 1839: The Token and Atlantic Souvenir, a Christmas and New Year’s Present. Otis, Broaders, & Co., Boston 1838.
- 1840: The Token and Atlantic Souvenir, a Christmas and New Year’s Present. Otis, Broaders, & Co., Boston 1839.
- 1841: The Token and Atlantic Souvenir,  a Christmas and New Year’s Present. W. D. Ticknor, Boston 1840.
- 1842: The Token and Atlantic Souvenir, an Offering for Christmas and the New Year. David H. Williams, Boston 1842.

### Sekundärliteratur
- The Token – Kapitel in Ward, Trent et al.: The Cambridge History of English and American Literature in 18 Volumes (Band XVI). G.P. Putnam’s Sons, New York und Cambridge University Press, Cambridge, 1907–1921.
- Kristina Huff: Souvenirs of America: American Gift Books, 1825–1840. Unveröffentlichte Masterarbeit, University of Missouri-Columbia 2006.
- Seymour L. Gross: Hawthorne's Income from ‘The Token’. In: Studies in Bibliography 8, 1956. S. 236–238.